# Acritolepidae
Acritolepidae (лат.) — семейство вымерших рыб из отряда Ischnacanthiformes класса акантодов (Acanthodii). Ископаемые остатки известны из девонских отложений (422,7—382,31 млн лет) на территории Канады, России и Антарктиды.
Первоначально это семейство отнесли к климатиеобразным, но позднее выяснилось, что его представители имеют хорошо развитые зубы, прикреплённые к дермальным костям, что типично именно для ишнакантообразных; от других родов отряда представители данного семейства отличаются наличием двух пар предгрудных шипов и особенностями гистологии кожного покрова.

## Классификация
На апрель 2025 семейство включает 2 рода и 3 вида:
- †Acritolepis Valiukevicius, 2003
  - †Acritolepis urvantsevi Valiukevicius, 2003
  - †Acritolepis ushakovi Valiukevicius, 2003
- †Nerepisacanthus Burrow, 2011
  - †Nerepisacanthus denisoni Burrow, 2011